# Symplocos fordii
Symplocos fordii là một loài thực vật có hoa trong họ Dung. Loài này được Hance miêu tả khoa học đầu tiên năm 1882.